# Nucli de Vimbodí
Nucli de Vimbodí és una obra de Vimbodí i Poblet (Conca de Barberà) protegida com a Bé Cultural d'Interès Local.

## Descripció
El nucli de Vimbodí possiblement es va formar als peus de l'antic castell, que hom pensa que era situat a l'indret de l'actual església de Sant Salvador, gòtica (del segle xiii al XVI, amb campanar del XIX). Ara com ara, però, l'eix vertebrador del nucli és el carrer Major, continuat pel carrer d'Anselm Clavé, carrer allargassat que travessa la vila d'un extrem a l'altre. A l'època en què el poble va estar emmurallat, els portals d'entrada estaven situats als dos extrems d'aquest carrer; eren els portals de Lleida i Major, que es van conservar fins a inici del segle xx, en què van ser enderrocats (el 1920 i 1939 respectivament).
Al llag del carrer Major podem veure encara un bon nombre de portals de pedra, amb arcs adovellats de mig punt o rebaixats, o amb llindes de pedra, la major part del segle xviii.
També hi trobem alguns passatges que donen accés des de petits carrers al carrer Major (3 passatges) o a la plaça Major (un passatge): solen ser formats per arcades de pedra a cada extrem i embigat de fusta en el seu recorregut.

## Història
El lloc de Vimbodí és documentat des de l'any 1079, com una de les afrontacions del terme de l'Espluga d Francolí. El 1151, el comte de Barcelona Ramon Berenguer IV atorga carta de població a favor dels pobladors del terme de Vimbodí. El 1169, ja es esmentat el seu castell. El 1172, el rei Alfons I cedí el lloc i terme de Vimbodí al monestir de Poblet. Al segle xiii, el rei Jaume I confirma el lloc de Vimbodí com una de les possessions de Poblet. El segle xv, Poblet completa el seu domini amb la compra de la jurisdicció criminal del lloc. Vimbodí fou del monestir de Poblet fins al segle xix.